# Parigi-Camembert 1936
La Parigi-Camembert 1936, terza edizione della corsa, si svolse il 14 aprile 1936. Fu vinta dal francese Yvan Marie.

## Ordine d'arrivo (Top 3)
| Pos. | Corridore    | Squadra  | Tempo |
| ---- | ------------ | -------- | ----- |
| 1    | Yvan Marie   | La Perle |       |
| 2    | Léon Level   | Helyett  |       |
| 3    | Roger Kalmes | -        |       |